# CZW Death Match Championship
El Combat Zone Wrestling (CZW) Death Match Championship fue un título secundario dentro de la promoción de lucha libre Combat Zone Wrestling desde 2001 hasta 2003.

## Historia
En un principio, éste campeonato era denominado como Big Japan Pro Wrestling (BJPW) Death Match Championship, hasta que el día 2 de diciembre de 2001 el luchador John Zandig derrotó al  entonces campeón de dicho título, Mitsuhiro Matsunaga. Cuando abandonó la BJPW en 2002, Zandig, el cual era todavía el campeón del título, llevó el campeonato a la CZW.
El campeonato fue desactivado durante algún punto del año 2003, teniendo como último campeón a Nate Hatred.

## Lista de campeones
| Luchador:   | Reinado N°: | Derrotó a:                              | Fecha:                 | Show o Evento:      |
| ----------- | ----------- | --------------------------------------- | ---------------------- | ------------------- |
| Wifebeater  | 1           | Nick Mondo, en las finales de un torneo | 28 de agosto de 2002   | Tournament of Death |
| Vacante     | N/A         | Debido al retiro de Wifebeater          | 9 de noviembre de 2002 | N/A                 |
| Nate Hatred | 1           | Nick Mondo y John Zandig                | 18 de enero de 2003    | N/A                 |
| Nick Gage   | 1           | Nate Hatred y The Messiah               | 14 de junio de 2003    | N/A                 |
| Nate Hatred | 2           | Nick Gage                               | 9 de agosto de 2003    | N/A                 |
| Desactivado | N/A         | Por razones desconocidas                | 13 de octubre de 2003  | N/A                 |

## Reinados más largos
| Luchador    | Días | Fecha en que ganó    | Fecha en que perdió    | Notas              |
| ----------- | ---- | -------------------- | ---------------------- | ------------------ |
| Nate Hatred | 147  | 18 de enero de 2003  | 14 de junio de 2003    | Su primer reinado  |
| Wifebeater  | 73   | 28 de agosto de 2002 | 9 de noviembre de 2002 | Su primer reinado  |
| Nate Hatred | 65   | 9 de agosto de 2003  | 13 de octubre de 2003  | Su segundo reinado |
| Nick Gage   | 56   | 14 de junio de 2003  | 9 de agosto de 2003    | Su primer reinado  |

## Mayor cantidad de reinados
- 2 veces: Nate Hatred.

## Datos interesantes
- Reinado más largo: Nate Hatred, 147 días.
- Reinado más corto: Nick Gage, 25 días.
- Campeón más pesado: Wifebeater, 245 libras (111 kg).
- Campeón más liviano: Nick Gage, 210 libras (95 kg).